# Mertensophryne howelli
Mertensophryne howelli es una especie de anfibios de la familia Bufonidae.
Es endémica del archipiélago de Zanzíbar (Tanzania).
Su hábitat natural incluye bosques secos tropicales o subtropicales y zonas previamente boscosas ahora muy degradadas.
Está amenazada de extinción.